# Razvor
 Razvor  falu Horvátországban Krapina-Zagorje megyében. Közigazgatásilag Kumrovechez tartozik.

## Fekvése
Zágrábtól 41 km-re, községközpontjától 1 km-re északnyugatra, a Horvát Zagorje északnyugati részén, a szlovén határ mellett fekszik.

## Története
Razvor késő barokk kúriáját 1780 körül építette az Erdődy család. Később az Ozsegovics család vásárolta meg. 1925-ben vette meg a Broz család és egészen az 1970-es évekig birtokolta és ekkor kezdődött meg a helyreállítása.
A településnek 1857-ben 271, 1910-ben 358 lakosa volt. Trianonig Varasd vármegye Klanjeci járásához tartozott. A településnek 2001-ben 227 lakosa volt. 

## Nevezetességei
Az Erdődy család 18. századi barokk kúriája közvetlenül a vasút mögött, a desinići út mentén található. Az emeletes épület földszintjén nagy konyha volt sütőkemencével, a hátsó részében borospincével. Az emeletre falépcső vezetett fel. A folyosóról balra és jobbra nyíltak a gyerekszobák, középen egy nagy szalon és hálószoba volt. A kúria történeti nevezetessége, hogy itt élt Erdődy-Rubido Szidónia grófnő, az első horvát operaénekes, aki először énekelt operát horvát nyelven.